# Морал
Морал (от латинското име moralitas означава маниер, характер, правилното поведение) е разграничаването на намерения, решения и действия между такива, които са добри и правилни и такива, които са лоши и грешни. Моралът е съществена част от стандарти и принципи, извлечени от етичния кодекс от определена философия, религия или култура както и от това, че човек притежава универсален характер. Моралът е синоним на „доброта“ и „правота“.
Моралната философия включва морална онтология или произхода на морала, както и моралната епистемология или това, което се знае за морала. Съществуват различни морални системи включително деонтологични етични, които се придържат към набор от установени правила и нормативни етични системи, които се отнасят за предимствата на самите действия. Един пример за нормативна етичната философия е златното правило, което гласи, че: „Човек трябва да се отнася към другите, както той би искал другите да се отнасят към него.“
Неморалността е обратната страна на морала (т.е. обратното на това, което е добро и правилно), докато аморалността е различно определяна като непознаване на, безразличие към и неверие във всеки набор от морални норми и принципи.
Моралът, както и законът, могат да бъдат приложени само към определено общество. След законът, моралът е втори и следващ позитивното право източник на правото в страните възприели континенталната правна система. Други термини, свързани с морала, са начин на поведение и ценностна система в религиозен, културен и философски аспект. Моралът, това е поведението, което общността очаква от човека – да се грижи приоритетно за обществените интереси.
Неморалността е опозицията на моралното поведение. Неморалното се определя като незнание и безразличие, както и недоверие в моралните принципи.

## Философия

### Морал и Етика
Етиката (позната и като морална философия) е клон от философията, който разглежда морални въпроси. Думата „етика“ често се заменя с тази за „морал“ и обхваща моралните принципи на дадена традиция, група или човек. По същия начин, някои видове етични теории особено деонтологията, разграничават етиката от морала: „Въпреки че моралът на хората и тяхната етика са едно и също нещо, съществува употреба, която ограничава морала до системи като тези на Кант, основани на понятия като дълг, задължение и принципи на поведение, запазвайки етиката за по-аристотелския подход на практическо мислене, основано на идеята за добродетелта и отхвърля разделянето на „моралните“ съображения от други практически съображения".

### Описателен и нормативен морал
В описателен смисъл „моралът“ обозначава лични или културни ценности, кодекси за поведение или обществените нрави.